# Telephanus cribratus
Telephanus cribratus es una especie de coleóptero de la familia Silvanidae.

## Distribución geográfica
Habita en Jamaica.